# 제10회 아카데미상
제10회 아카데미상은 1938년 3월 10일에 열린 시상식이다. LA 빌트모어 호텔에서 개최되었으며 사회자는 봅 번스이다.

## 후보 및 수상

### 작품상
- 에밀 졸라의 생애 - 헨리 블렁크 수상
- 이혼 소동 - 레오 맥캐리
- 굿바이 마이 라이프 - 루이스 D. 라이튼
- 출입 금지 - 사무엘 골드윈
- 대지 - 어빙 탈버그
- 잃어버린 지평선 - 프랑크 카프라
- 스타 탄생 - 데이빗 O. 셀즈닉

### 남우주연상
- 굿바이 마이 라이프 - 스펜서 트레이시 수상
- 정복자 - 샤를르 보와이에
- 에밀 졸라의 생애 - 폴 무니
- 나이트 머스트 폴 - 로버트 몽고메리
- 스타 탄생 - 프레드릭 마치

### 여우주연상
- 대지 - 루이즈 라이너 수상
- 이혼 소동 - 아이린 던
- 춘희 - 그레타 가르보
- 스타 탄생 - 자넷 게이노
- 스텔라 달라스 - 바바라 스탠윅

### 남우조연상
- 에밀 졸라의 생애 - 조셉 쉴드크로트 수상
- 이혼 소동 - 랠프 벨러미
- 허리케인 - 토머스 밋첼
- 잃어버린 지평선 - H.B. 워너
- 토퍼 - Roland Young

### 여우조연상
- 인 올드 시카고 - 앨리스 브래디 수상
- 나이트 머스트 폴 - 데임 메이 위티
- 스테이지 도어 - 안드레아 리즈
- 출입 금지 - 클레어 트레버
- 스텔라 달라스 - 앤 셜리

### 감독상
- 이혼 소동 - 레오 맥캐리 수상
- 대지 - 시드니 프랭클린
- 에밀 졸라의 생애 - 윌리엄 디터리
- 스테이지 도어 - 그레고리 라 카바
- 스타 탄생 - 윌리엄 웰먼

### 조감독상
- 인 올드 시카고 - 로버트 D. 웹 수상
- 에밀 졸라의 생애 - 러셀 사운더스
- 잃어버린 지평선 - 찰스 C. 콜먼
- Souls at Sea - 할 워커
- 스타 탄생 - 에릭 스테이시

### 각본상
- 스타 탄생 - 윌리엄 웰먼 수상

### 각색상
- 에밀 졸라의 생애 - 하인즈 헤럴드 수상

### 촬영상
- 대지 - 칼 프런드 수상

### 편집상
- 잃어버린 지평선 - 진 하블릭 수상

### 미술상
- 잃어버린 지평선 - 스티븐 구손 수상

### 안무상
- A Damsel in Distress - Hermes Pan 수상

### 음악상
- 오케스트라의 소녀 - Universal Studio Music Dept 수상

### 주제가상
- 와이키키 웨딩 - Harry Owens 수상

### 음향믹싱상
- 허리케인 - United Artists Studio Sound Dept 수상

### 공로상
- 에드가 베르겐 수상
- 마크 센넷 수상
- W. 하워드 그린 수상

### 어빙 탤버그 상
- 대릴 F. 자눅 수상